# 十日町情報館
十日町情報館（とおかまちじょうほうかん）は、新潟県十日町市の公共図書館。1999年（平成11年）に開館した。図書館法第10条と十日町情報館条例に基づいて運営されている。
2007年度（平成19年度）から2016年度（平成28年度）までは指定管理者の特定非営利活動法人（NPO法人）らいぶフォーラムが運営していたが、2017年度（平成29年度）より再び十日町市の直営となり、図書館サービスは同法人に業務委託された。2013年公開の映画『図書館戦争』のロケ地のひとつとなった。

## 沿革

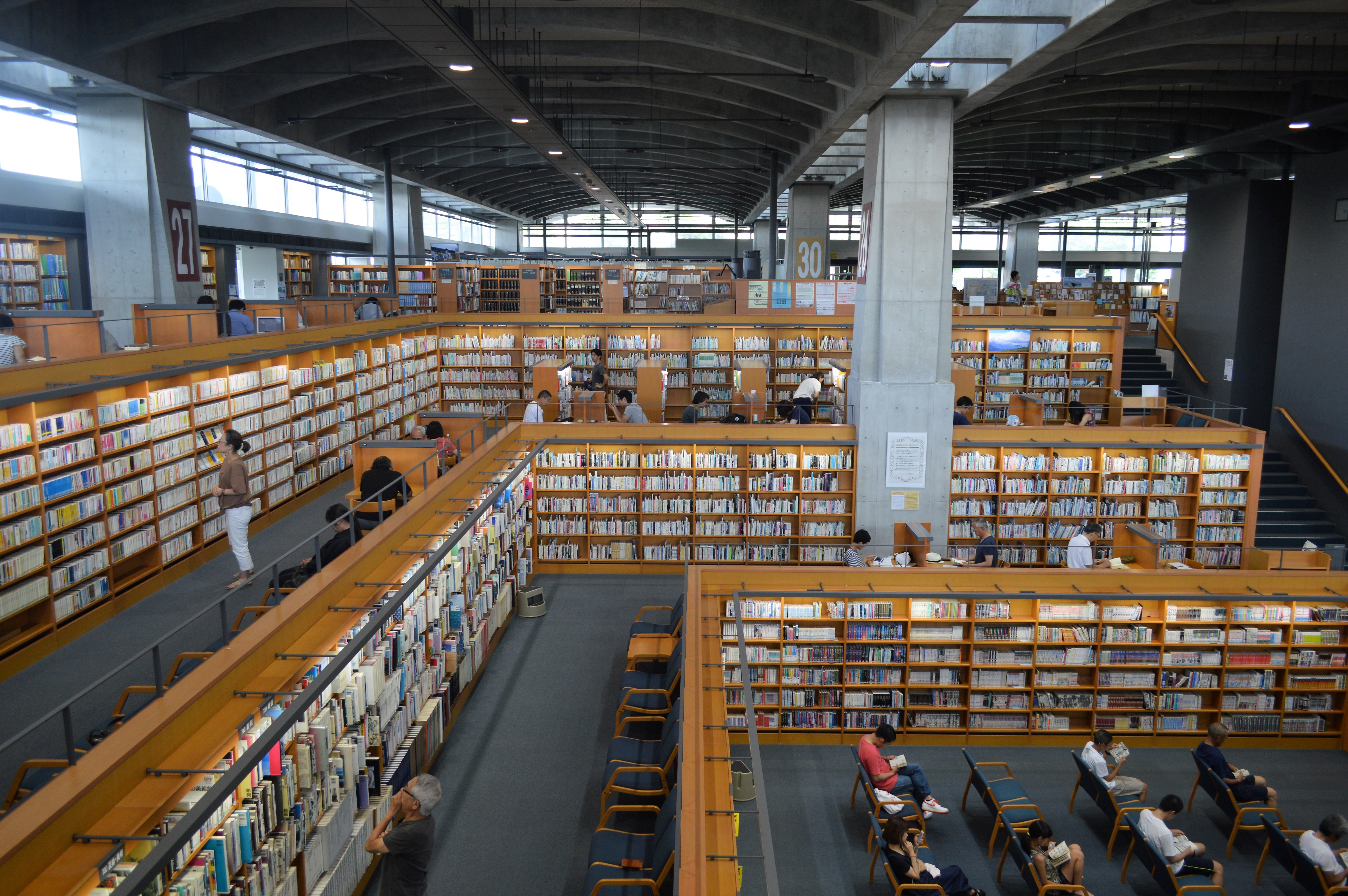
河岸段丘をモチーフとする開架室

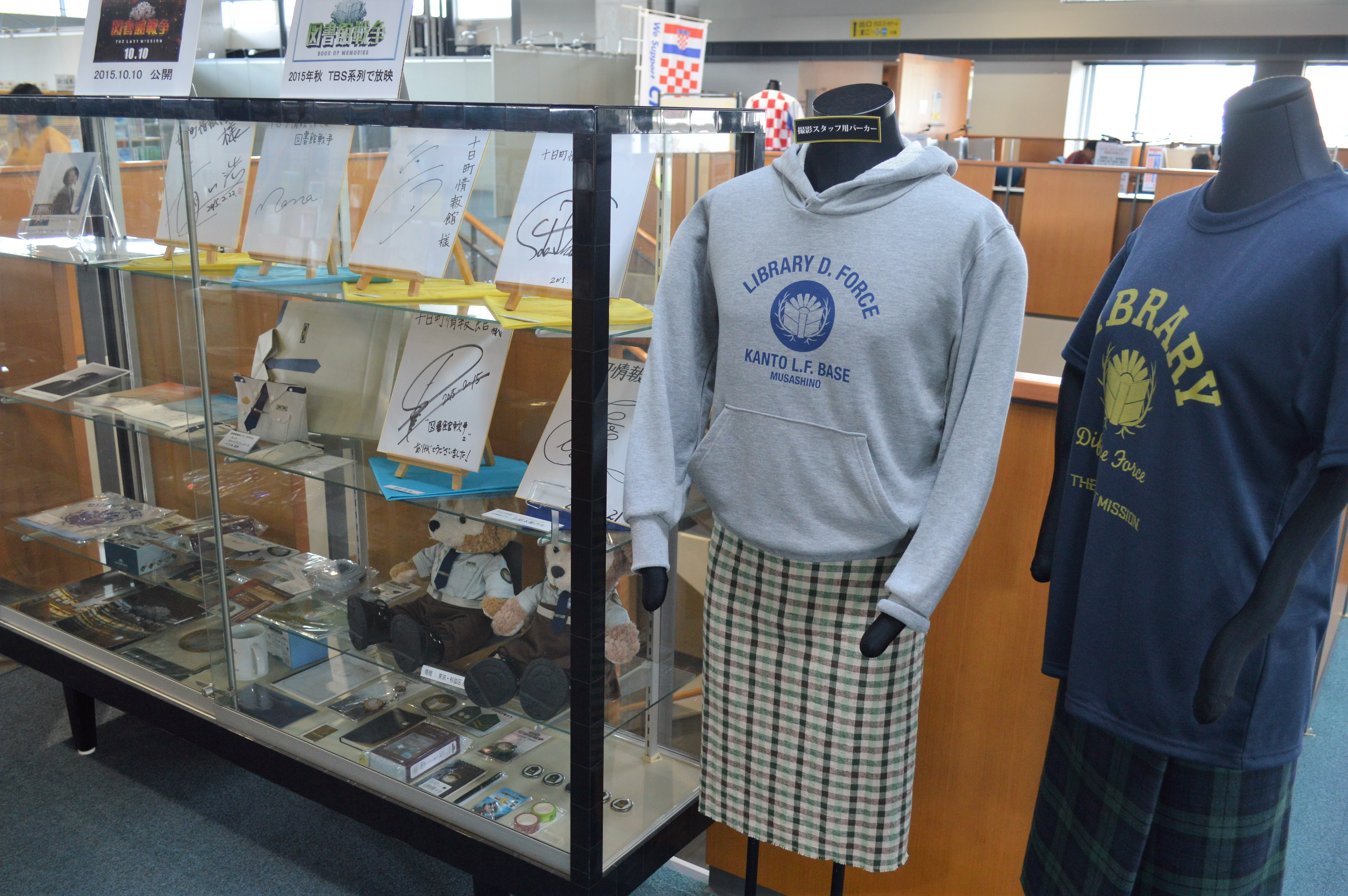
『図書館戦争』関連コーナー

1999年（平成11年）に「読書の楽しさと知る喜びを感じる情報館」を掲げて開館した。開館当初は十日町市の直営であったが、2007年（平成19年）より新潟県外の業者（リブネット）に一部業務委託を開始した。しかし市民自らで運営したいとする市民の声が上がり、2011年（平成23年）4月の契約変更に合わせて同年3月9日に市民らが任意団体「らいぶフォーラム」を立ち上げ、4月1日から一部業務を受託し、2012年（平成24年）度から指定管理者となった。
らいぶフォーラムの運営に移行してから、2013年公開の映画『図書館戦争』のロケ地や男性ファッション雑誌の撮影地となるなどし、新たな魅力の付加が成されている。『図書館戦争』では十日町情報館を含むいくつかの図書館がロケ地となり、それぞれが「武蔵野第一図書館」として登場する。
また職員に司書だけでなく学芸員の有資格者を採用することで図書館活動の活性化を図り、20万冊程度で推移していた年間貸出冊数は25万冊まで増加した。休館日の削減、貸出文庫の実施、学校図書館との連携などの活動は新潟県でも活発なものとして評価を受けた。2014年（平成26年）2月、らいぶフォーラムはNPOの法人格を取得した。
2017年（平成29年）4月からの指定管理者募集に応募者がいなかったため、同年4月からは当面十日町市の直営となり、図書館サービス部門は業務委託の形でらいぶフォーラムが担当する予定である。らいぶフォーラムが応募しなかったのは、フォーラム側の方針と市側の意見が一致しなかったことによる。

## 建築
設計は内藤廣が担当した。豪雪地帯という特性に配慮して、屋根は3mの積雪に耐えられるようにしている。また陸屋根を支えるリブが南北に張り出して印象的な外観を形成している。
内部は西半分が約8万冊を収蔵する開架室で占められ、ワンフロアながら「信濃川が形成した河岸段丘」をイメージして書架の間に傾斜を設け、階段とスロープで書架を結ぶという空間を構築した。

## 利用案内
- 開館時間：9時から19時
- 休館日：第4月曜日（祝日にあたる場合も休館）、年末年始（12月29日 - 1月3日）、特別整理期間（年10日以内）
- 貸出制限：十日町市および中魚沼郡津南町に在住・通勤・通学する者
- 貸出可能点数：図書・雑誌は10冊（うち雑誌は5冊）、AV資料は3点
- 貸出可能期間：図書・雑誌は2週間、AV資料は1週間

## 立地
JR飯山線・北越急行ほくほく線十日町駅西口から北へ徒歩約15分。周辺には十日町市博物館や十日町市総合体育館があるほか、線路を挟んだ東側には道の駅クロス10十日町や越後妻有里山現代美術館キナーレが立地する。